# Порт-Сент-Джон (Флорида)
Порт-Сент-Джон (англ. Port St. John) — переписна місцевість (CDP) в США, в окрузі Бревард штату Флорида. Населення — 23 474 особи (2020).

## Географія
Порт-Сент-Джон розташований за координатами 28°28′37″ пн. ш. 80°47′15″ зх. д. / 28.47694° пн. ш. 80.78750° зх. д. (28.477050, -80.787457).  За даними Бюро перепису населення США в 2010 році переписна місцевість мала площу 10,03 км², уся площа — суходіл.

## Демографія
Згідно з переписом 2010 року, у переписній місцевості мешкало 12 267 осіб у 4709 домогосподарствах у складі 3444 родин. Густота населення становила 1223 особи/км².  Було 5183 помешкання (517/км²).
Расовий склад населення:
| - 89,5 % — білих - 5,5 % — чорних або афроамериканців - 1,0 % — азіатів - 0,5 % — корінних американців - 0,3 % — вихідців з тихоокеанських островів |

До двох чи більше рас належало 2,3 %. Частка іспаномовних становила 6,0 % від усіх жителів.
За віковим діапазоном населення розподілялося таким чином: 22,7 % — особи молодші 18 років, 64,9 % — особи у віці 18—64 років, 12,4 % — особи у віці 65 років та старші. Медіана віку мешканця становила 41,4 року. На 100 осіб жіночої статі у переписній місцевості припадало 99,1 чоловіків;  на 100 жінок у віці від 18 років та старших — 96,4 чоловіків також старших 18 років.
Середній дохід на одне домашнє господарство  становив 54 403 долари США (медіана — 49 042), а середній дохід на одну сім'ю — 58 686 доларів (медіана — 52 856). Медіана доходів становила 44 638 доларів для чоловіків та 36 102 долари для жінок. За межею бідності перебувало 17,8 % осіб, у тому числі 24,4 % дітей у віці до 18 років та 8,1 % осіб у віці 65 років та старших.
Цивільне працевлаштоване населення становило 5229 осіб. Основні галузі зайнятості: освіта, охорона здоров'я та соціальна допомога — 25,1 %, роздрібна торгівля — 15,0 %, науковці, спеціалісти, менеджери — 11,7 %, публічна адміністрація — 10,2 %.